# Liste der Krater des Erdmondes/O
| Name         | Benannt nach                                               | Lage                        | Mittlerer Durchmesser (km) |
| ------------ | ---------------------------------------------------------- | --------------------------- | -------------------------- |
| Oberth       | Hermann Oberth                                             | 62° 24′ 0″ N, 155° 24′ 0″ O | 60                         |
| Obruchev     | Vladimir A. Obruchev                                       | 38° 54′ 0″ S, 162° 6′ 0″ O  | 71                         |
| O’Day        | Marcus O’Day                                               | 30° 36′ 0″ S, 157° 30′ 0″ O | 71                         |
| Oenopides    | Önopides von Chios                                         | 57° 0′ 0″ N, 64° 6′ 0″ W    | 67                         |
| Oersted      | Hans Christian Ørsted                                      | 43° 6′ 0″ N, 47° 12′ 0″ O   | 42                         |
| Ohm          | Georg Simon Ohm                                            | 18° 24′ 0″ N, 113° 30′ 0″ W | 64                         |
| Oken         | Lorenz Okenfuss                                            | 43° 42′ 0″ S, 75° 54′ 0″ O  | 71                         |
| Olbers       | Heinrich Wilhelm Malthaus Olbers                           | 7° 24′ 0″ N, 75° 54′ 0″ W   | 74                         |
| Olcott       | William Tyler Olcott                                       | 20° 36′ 0″ N, 117° 48′ 0″ O | 81                         |
| Olivier      | Charles Pollard Olivier                                    | 59° 6′ 0″ N, 138° 30′ 0″ O  | 69                         |
| Omar Khayyam | Omar Chayyām                                               | 58° 0′ 0″ N, 102° 6′ 0″ W   | 70                         |
| Onizuka      | Ellison Shoji Onizuka                                      | 36° 12′ 0″ S, 148° 54′ 0″ W | 29                         |
| Opelt        | Friedrich Wilhelm Opelt                                    | 16° 18′ 0″ S, 17° 30′ 0″ W  | 48                         |
| Oppenheimer  | Robert Oppenheimer                                         | 35° 12′ 0″ S, 166° 18′ 0″ W | 208                        |
| Oppolzer     | Theodor Egon von Oppolzer                                  | 1° 30′ 0″ S, 0° 30′ 0″ W    | 40                         |
| Oresme       | Nikolaus von Oresme                                        | 42° 24′ 0″ S, 169° 12′ 0″ O | 76                         |
| Orlov        | Alexander Jakowlewitsch Orlow Sergei Wladimirowitsch Orlow | 25° 42′ 0″ S, 175° 0′ 0″ W  | 81                         |
| Orontius     | Orontius Finnaeus                                          | 40° 36′ 0″ S, 4° 36′ 0″ W   | 105                        |
| Osama        | arabischer Männername                                      | 18° 36′ 0″ N, 5° 12′ 0″ O   | 0.5                        |
| Osiris       | ägyptischer Männername                                     | 18° 36′ 0″ N, 27° 36′ 0″ O  | 1                          |
| Osman        | türkischer Männername                                      | 11° 0′ 0″ S, 6° 12′ 0″ W    | 2                          |
| Ostwald      | Wilhelm Ostwald                                            | 10° 24′ 0″ N, 121° 54′ 0″ O | 104                        |